# Neurosciences
Ne doit pas être confondu avec Neurologie.
Les neurosciences sont les études scientifiques du système nerveux, de sa structure et de son fonctionnement, depuis l'échelle moléculaire jusqu'au niveau des organes, pour exemple le cerveau, aussi bien que de l'organisme nerveux entier.
Le champ de la recherche en neurosciences est un champ transdisciplinaire : la biologie, la chimie, les mathématiques, la bio-informatique ainsi que la neuropsychologie sont utilisées en neurosciences. L'arsenal conceptuel et méthodologique des neurosciences va de pair avec une diversité d'approches dans l'étude des aspects moléculaires, cellulaires, développementaux, neuroanatomiques, neurophysiologiques, cognitifs, génétiques, évolutionnaires, computationnels ou neurologiques du système nerveux.
Les neurosciences sont souvent présentées sous l'angle des neurosciences cognitives, tout particulièrement les travaux utilisant l'imagerie cérébrale : certaines applications des neurosciences cognitives peuvent être employées en économie, en élevage, finance, marketing, droit et intelligence artificielle.
Depuis son origine, l’histoire des neurosciences a été dominée par l’étude des neurones, alors que le cerveau est composé de deux grandes populations cellulaires : neurones (50 %) et cellules gliales (50 %). Les cellules gliales, cette autre moitié du cerveau, jouent en réalité un rôle essentiel dans le fonctionnement cérébral et les comportements qui en résultent.

## Histoire
Le terme de neurosciences apparaît (dans la langue anglaise) à la fin des années 1960 pour désigner la branche des sciences biologiques qui s'intéresse à l'étude du système nerveux et plus particulièrement du point de vue électrophysiologique, comme l'illustrent les travaux des futurs prix Nobel, David Hunter Hubel et Torsten Wiesel qui enregistrent les réponses électriques des neurones du cortex visuel du chat en fonction des images qu'on lui présente. Néanmoins, en tant que discipline scientifique, les neurosciences se situent dans la lignée d'une démarche scientifique bien plus ancienne qui a reçu diverses étiquettes suivant les époques et les méthodes qu'elle a employées.
Bien que le terme date du XXe siècle, l'étude anatomique du système nerveux hérite directement des travaux des médecins anatomistes de la Renaissance, tel André Vésale. Avant cela, de nombreux médecins s'étaient intéressés au fonctionnement du système nerveux et de son lien avec la pensée. Si le nom du « père » de la médecine Hippocrate reste associé à la découverte du rôle du cerveau dans les fonctions mentales, l'histoire de ce qu'on désigne aujourd'hui comme la neurologie et la psychiatrie prend ses origines dans les traités médicaux de l'Égypte ancienne et passe par les écrits des médecins romains (Galien), puis arabo-musulmans (Averroès), pour arriver aux travaux de Descartes. Ces derniers annonceront une époque de progrès scientifiques qui établiront un pont entre la psychologie, l'anatomie et la physiologie, avec des conséquences très directes sur la réflexion philosophique des Lumières.
L'étude du fonctionnement du système nerveux sera en effet véritablement lancée au XVIIIe siècle par la découverte de la « bioélectricité » dont le médecin et physicien Luigi Galvani fut l'un des pionniers. Au cours du XIXe siècle, ces travaux sur l'« électricité animale » connaîtront de grands progrès. Et à la fin du siècle, en 1875, les premières observations de l'activité électrique en lien avec le comportement seront décrites par un médecin anglais, Richard Caton.
Parallèlement, à la fin du XIXe siècle, ce seront les progrès dans l'optique et la chimie qui permettront de découvrir grâce à la coloration des coupes histologiques du tissu nerveux et leur observation au microscope, la structure et l'organisation des neurones. Deux figures incontournables de cette découverte, Camillo Golgi et Santiago Ramón y Cajal partageront ainsi tous les deux le prix Nobel de physiologie et médecine en 1906.
Enfin, toujours en cette deuxième moitié du XIXe siècle, l'étude scientifique des patients souffrant de lésions cérébrales par les médecins Broca et Wernicke formera les prémices de la « neurologie expérimentale » et de l'étude des fonctions mentales (on dirait aujourd'hui cognitives) du système nerveux, future neuropsychologie. La découverte de l'aire de Broca en 1861 est ainsi la première démonstration du rôle du système nerveux dans une fonction dite supérieure, à savoir le langage articulé. Et c'est à l'époque où Charles Darwin propose sa théorie de l'évolution que le même Broca s'intéresse de près aux homologies entre le cerveau humain et celui des autres primates.
Historiquement, les neurosciences ont donc d'abord émergé comme une branche de la biologie et de la médecine, philosophiquement inspirée par le scientisme du XIXe siècle et postulant l'absence de toute cause endogène (auto-générée) du comportement humain.
Avec l'évolution des connaissances scientifiques et des méthodes, la chimie, la psychologie, l'informatique et la physique ont par la suite amplement contribué aux progrès de cette discipline. Par ailleurs, il ne faut pas oublier une branche moderne de la philosophie qui a eu et, qui a encore, un impact important sur la façon d'approcher les neurosciences, notamment au travers de ce qu'on appelle les sciences cognitives. Un exemple des plus célèbres de la confrontation entre philosophie et neuroscience est la quête d'une localisation de l'âme dans le cerveau. Ainsi, au XVIIe siècle, le philosophe René Descartes utilisait un argument neuroscientifique pour faire de la glande pinéale le siège de l'âme (tout en accordant à cette dernière une existence distincte) : alors que les différentes structures du cerveau possèdent chacune un symétrique dans l'autre moitié du cerveau, ce n'est pas le cas de la glande pinéale. Si les termes de cette question particulière sont aujourd'hui dépassés, l'approche philosophique du scientisme continue de jouer un rôle important sur les paradigmes mis en œuvre dans les neurosciences.
Depuis son origine, la recherche sur le cerveau a connu principalement trois phases: phase philosophique, phase expérimentale et phase théorique. La prochaine phase a été prédite comme la phase de simulation ― le futur des neurosciences.
Depuis les années 1980 des biologistes utilisent la métaphore de neurobiologie végétale pour décrire le traitement des informations internes et externes (environnementales) par les plantes ou communautés de plantes. Ces dernières utilisent en effet un « système intégré de signalisation, de communication et de réponse passant par des signaux électriques à longue distance, le transport de l'auxine à médiation vésiculaire dans des tissus vasculaires spécialisés et la production de produits chimiques connus pour être neuronaux chez les animaux », « pour se développer, prospérer et se reproduire de manière optimale ».
(voir infra)

## Organisation du champ des neurosciences
Les neurosciences couvrant plusieurs ordres de grandeurs de complexité, on peut les diviser en fonction de cette caractéristique :
- quelques μm : synapses ;
- 100 μm : neurones ;
- 1 mm : réseaux élémentaires ;
- 1 cm : « cartes » (maps) ;
- 10 cm : ensemble cognitif et moteur spécialisé.

Les frontières des diverses disciplines restent relativement floues. Les principales sont données ci-dessous :
- la neuroanatomie caractérise la structure anatomique (morphologie, connectivité…) du système nerveux ;
- la neuroendocrinologie étudie les liens entre le système nerveux et le système hormonal ;
- la neurophysiologie étudie le fonctionnement physiologique des unités constitutives du système nerveux que sont les neurones ;
- les neurosciences cognitives cherchent à établir les liens entre le système nerveux et la cognition ;
- la neurologie est la branche de la médecine s'intéressant aux conséquences cliniques des pathologies du système nerveux et à leurs traitements ;
- la neuropsychologie s'intéresse aux conséquences cliniques des pathologies du système nerveux sur la cognition, l'intelligence et les émotions ;
- les neurosciences computationnelles cherchent à modéliser le fonctionnement du système nerveux au moyen de simulations informatiques ;
- les neurosciences sociales étudient des mécanismes physiologiques, neurobiologiques et hormonaux qui sous-tendent les comportements sociaux et les relations interpersonnelles ;
- la neuroéconomie et la neurofinance s'intéressent aux processus de décision des agents économiques, et notamment l'étude des rôles respectifs des émotions et de la cognition dans ceux-ci. Ces branches sont liées à l'économie comportementale et la finance comportementale.

Les tableaux ci-dessous présentent de manière détaillée les disciplines des neurosciences, regroupées en grandes familles :
- les sciences biologiques des neurosciences ;
- les sciences cognitives ;
- les sciences médicales ;
- l'ingénierie et la technologie des neurosciences ;
- les disciplines récentes.

Les sciences biologiques des neurosciences :
| Disciplines                 | Sujets majeurs | Méthodes expérimentales et théoriques |
| --------------------------- | --- | --- |
| Neurobiologie               | L'étude biologique du système nerveux | Toutes les méthodes ci-dessous |
| Neurodéveloppement          | Prolifération cellulaire, Neurogenèse, Guidage axonal, Développement dendritique, Migration neuronale, Facteur de croissance, Jonction neuromusculaire, Neurotrophine, Apoptose, Synaptogenèse | Ovocyte de Xenope, Chimie des protéines, Génomique, Drosophile, Gènes HOX |
| Neurobiologie moléculaire   | Biosynthèse des protéines, Transport des protéines, Canal ionique | |
| Neurohistologie             | Neurocytologie, Glie (Astrocyte, Cellule de Schwann, Oligodendrocyte, Microglie) | Immunohistochimie, Microscopie électronique |
| Neurophysiologie            | Potentiel d'action, Synapse, Transmission synaptique, Neurotransmetteurs, Photorécepteurs, Neuroendocrinologie, Neuroimmunologie                                                               | PCR, Patch clamp, Clonage moléculaire, Dosage biochimique, Hybridation fluorescente in-situ, Southern blots, Puce à ADN, Protéine fluorescente verte, Imagerie calcique, HPLC, Microdialyse, Génomique fonctionnelle |
| Neuroanatomie               | Système somatosensoriel, Système visuel, Cortex visuel primaire, Système auditif, Système vestibulaire                                                                                         | Dissection, Microscopie photonique, Traçage neuronal |
| Neuroanatomie fonctionnelle | Audition, Intégration sensorielle, Nociception, Vision des couleurs, Olfaction, Système moteur, Moelle spinale, Sommeil, Homeostasie, Vigilance, Attention                                     | |
| Neuropharmacologie          | Canal ionique, Transduction de signal | Psycho(neuro)pharmacologie Neuropsychopharmacologie (en) |
| Psychophysiologie           | Rythmes circadiens | Potentiel évoqué |

Les sciences cognitives des neurosciences :
| Disciplines                    | Sujets majeurs | Méthodes expérimentales et théoriques |
| ------------------------------ | --- | --- |
| Neurosciences affectives       | Émotions, Motivation, Douleur | méthodes expérimentales de Génétique humaine |
| Neurosciences comportementales | Génétique comportementale, Psychologie biologique, Équilibre (comportement), Comportement d'agression, Comportement maternel, Comportement sexuel, Homeostasie, Contrôle moteur, Effet activationnel des hormones | Modèle animal, Souris knock-out |
| Neurosciences cognitives       | Vigilance, Attention, Perception, Vision, Audition, Olfaction, Goût, Prise de décision, Langage, Mémoire, Apprentissage moteur                                                                                    | EEG, MEG, IRMf, TEP, SPECT, Stimulation magnétique transcranienne, méthodes expérimentales de Psychologie cognitive, Psychométrie                                    |
| Neurosciences sociales         | Cognition, Émotions, Motivation, Perception sociale, Raisonnement moral, Empathie | modèles théoriques de la Psychologie sociale, Science cognitive, et Biologie ; méthodes expérimentales des Neurosciences, Génétique comportementale, Endocrinologie. |
| Neurolinguistique              | Langage, Aire de Broca, Acquisition du langage, Perception de la parole | modèles théoriques de Psycholinguistique, Science cognitive, et Informatique ; méthodes expérimentales de Neurosciences cognitives                                   |

Les sciences médicales des neurosciences :
| Disciplines      | Sujets majeurs | Méthodes expérimentales et théoriques                                              |
| ---------------- | --- | ---------------------------------------------------------------------------------- |
| Neuropathologie  | |                                                                                    |
| Neurologie       | Démence, Neuropathie périphérique, Traumatisme médullaire, Traumatisme crânien, Système nerveux autonome, Maladie de Parkinson, Amnésie | Essai clinique, Neuropharmacologie, Stimulation cérébrale profonde, Neurochirurgie |
| Neuropsychologie | Aphasie, Apraxie |                                                                                    |
| Psychiatrie      | Schizophrénie, Dépression, Addiction, Anxiété                                                                                           |                                                                                    |

Ingénierie et technologie :
| Disciplines        | Sujets majeurs                               | Méthodes expérimentales et théoriques                                                                              |
| ------------------ | -------------------------------------------- | --- |
| Neuro-ingénierie   | Interface neuronale directe                  | Électromyogramme, EEG, MEG                                                                                         |
| Imagerie cérébrale | Imagerie structurale, Imagerie fonctionnelle | Tomographie par émission de positons, Imagerie par résonance magnétique, Magnétoencéphalographie, IRM de diffusion |

Disciplines récentes :
| Disciplines                                   | Sujets majeurs                            | Méthodes expérimentales et théoriques                |
| --------------------------------------------- | ----------------------------------------- | ---------------------------------------------------- |
| Philosophie des neurosciences                 |                                           |                                                      |
| Neurosciences computationnelles et théoriques | Réseau de neurones, Apprentissage hebbien | Markov chain Monte Carlo, high performance computing |

## Méthodes
Aujourd'hui, l'étude du système nerveux passe par de multiples approches qui suivent deux grandes directions :
- une approche ascendante (ou bottom-up) qui étudie les briques de base du système nerveux pour essayer de reconstituer le fonctionnement de l'ensemble ;
- une approche descendante (top-down) qui, en étudiant les manifestations externes du fonctionnement du système nerveux, tente de comprendre comment il est organisé et comment il fonctionne.

Ces deux démarches, ascendante pour la première et descendante pour la deuxième, commencent aujourd'hui à se rencontrer à un carrefour formé par l'imagerie cérébrale et plus généralement les neurosciences cognitives. En effet, les techniques d'imagerie cérébrale permettent de déterminer comment une fonction cognitive précise est réalisée dans le système nerveux en mesurant divers corrélats de l'activité neuronale (vasculaire pour l'IRM fonctionnelle, électrique pour l'EEG…) lorsque le sujet (humain ou non) réalise une tâche donnée (écouter un son, mémoriser une information, lire un texte…).

## Applications
L'une des activités les plus médiatisées des neurosciences est l'atlas neurofonctionnel du cerveau. Une autre, en plein essor, est la neuropsychologie. Une meilleure connaissance des pathologies neuronales est aussi un domaine considéré crucial, notamment avec l'augmentation des pathologies neurodégénératives au sein d'une population vieillissante.
On peut aussi citer le développement de la neuroéconomie. Dans ce dernier domaine, les recherches auraient montré que certaines décisions dans des domaines censés être rationnels (achats et vente en bourse) seraient souvent liées à de fortes excitations et émotions, mettant en jeu des zones du cerveau associées au plaisir ou à la souffrance. Cela ouvre la voie à l'exploration du rôle des émotions dans le processus de décision quel que soit le domaine.

## Questionnements actuels
Bien qu'ayant réalisé de grandes avancées ces dernières décennies, la recherche en neurosciences a encore de grandes interrogations devant elle. Son plus grand défi reste et restera de lier la biologie (les neurones) à la psychologie (la conscience, la théorie de l'information intégrée, l'intelligence, etc.). Voici quelques exemples de questionnements actuels sur lesquels travaillent certains neuroscientifiques :
- Où est stockée l'information (la mémoire), au niveau des neurones ou ailleurs ? Les neurones pourraient-ils ne servir que de relais ?
- Comment se met en place l'organisation du système nerveux lors du développement ? Comment peut-elle être altérée ?
- Comment se déclenchent les maladies neurodégénératives (dont la majorité ont une étiologie encore inconnue) ?
- Quel rôle jouent les cellules gliales dans le fonctionnement normal et pathologique du cerveau[1] ?
- Quelles sont les relations entre perception et réalité ?
- Comment expliquer les états modifiés de conscience ?

## Critiques

### Critiques portant sur le réductionnisme
Paul Valéry s'est montré sceptique à l'égard de ceux qui affirmaient voir - à son époque - l'esprit au bout de leur bistouri :
« Veuillez donc supposer que les plus grands savants qui ont existé jusqu'à la fin du XVIIIe siècle, les Archimède et les Descartes, étant assemblés en quelque lieu des Enfers, un messager de la Terre leur apporte une dynamo et la leur donne à examiner à loisir (…). Ils la font démonter, en interrogent et en mesurent toutes les parties. Ils font en somme tout ce qu'ils peuvent… Mais le courant leur est inconnu, l'induction leur est inconnue ; ils n'ont guère l'idée que de transformations mécaniques. Ainsi tout le savoir et tout le génie humain réunis devant ce mystérieux objet échouent à en deviner le secret, et à deviner le fait nouveau qui fut apporté par Volta (…), Ampère, Ørsted, Faraday, et les autres (…) [C'est] ce que nous-mêmes faisons quand nous interrogeons un cerveau, le pesant, le disséquant, le débitant en coupes minces et soumettant ces lamelles fixées à l'examen histologique »
Pour leur ambition de comprendre les mécanismes de la pensée selon une vision tirée du monisme anthropologique et du scientisme, les neurosciences font l'objet de critiques qui se rassemblent autour d'une démarche antiréductionniste et d'un discours biologisant : selon ces critiques, les neurosciences sous-estiment la différence d'échelle entre leur discipline et des phénomènes qui relèvent jusqu'ici d'autres champs scientifiques comme la linguistique, l'anthropologie, la psychologie, la sociologie ou la psychiatrie. Ainsi par exemple ce que Jean-Pierre Changeux nomme concept dans L'homme neuronal reste encore une extension du percept, très éloignée encore des concepts du niveau étudié en philosophie. Sans mettre en cause l'intérêt de la démarche, ces critiques affirment que les neurosciences crient juste victoire encore un peu tôt.
Si des neuroscientifiques comme Changeux semblent tomber effectivement dans une approche assez réductionniste, d'autres comme le philosophe Daniel Dennett dénoncent ce réductionnisme comme pouvant correspondre à des motivations mercantiles. Les neurosciences cognitives contemporaines essaient en tout cas de tracer des ponts entre l'exploration des mécanismes cérébraux et la richesse des quelques phénomènes cognitifs simples. Nul ne conteste qu'il reste beaucoup à établir avant de pouvoir expliquer une conduite ou un état d'âme aux moyens de ces nouveaux outils scientifiques, en admettant même que cette technique soit la plus simple pour cela (nous n'avons pas besoin par exemple de connaître en détail le cerveau d'un chat pour savoir qu'il se mettra à courir après une souris, pas plus que de connaître la physique du solide pour évaluer la robustesse d'un escabeau). Il reste également à établir un rapprochement entre différents types d'expériences et de disciplines neuroscientifiques.

### Question de la cause et de l'effet
L'usage de l'imagerie médicale comme outil d'interprétation du comportement humain suscite également un certain scepticisme, car cette démarche est susceptible de confondre la cause et l'effet (l'excitation d'un organe pouvant être le résultat physiologique d'une décision, et non sa cause ; la carte de la pensée, résultat de la carte de l'activité des neurones issue elle-même de la carte de l'activité d'oxygénation du cerveau). Plus généralement, de telles conclusions tirées de l'observation d'un être animé pourraient être entachées de l'erreur de raisonnement connue sous le nom de petitio principii (où la conclusion de l'expérience résulte directement des postulats métaphysiques du chercheur, voire de ses préjugés sociaux, et non des faits), et d'erreur méréologique.

### Problèmes éthiques
Une autre critique concerne la dimension éthique, sociale et technologique des neurosciences. Le problème de la responsabilité sociale de l'activité scientifique n'est pas propre aux neurosciences, mais il est exacerbé par la médiatisation des avancées faites dans ce domaine et par la fascination liée à l'idée de transformer non pas l'enveloppe corporelle de l'homme (à ce sujet voir l'article clonage) mais le fonctionnement de son esprit (voir transhumanisme). Certains s'inquiètent ainsi de l'émergence d'un neuromarketing, dont l'objectif est d'utiliser les neurosciences pour améliorer l'efficacité des campagnes de marketing : ces recherches trouvent des financements, mais on ne connaît pas les motivations des financiers de cet investissement, ni quel retour ils en espèrent, et pas davantage s'ils ne sont motivés que par la connaissance pure. D'autre part, la remise en question du libre arbitre peut être interprétée comme une remise en cause de la Déclaration universelle des droits de l'homme, justifiant ainsi des restrictions politiques de la part de gouvernements prompts à exploiter ce genres d'occasions, comme cela a été le cas au XXe siècle avec l'eugénisme.
Il y a cependant en face le souhait de mieux comprendre le mental humain. Le choix d'applications aux découvertes est lié à tout progrès scientifique et n'est en rien spécifique aux neurosciences. Un pouvoir politique bien contrôlé par le citoyen peut tenter de mettre des garde-fous éthiques aux utilisations technologiques ou sociales des progrès scientifiques sans pour autant entraver la recherche. On en revient alors au dilemme bien connu entre les citoyens et les détenteurs de puissance financière - qui sont parfois les mêmes.

### Neurosciences et neuro-bullshit
Le concept de « neurosciences », en tant qu'il est très large et assez abstrait, peut aussi agir comme un fourre-tout douteux et ainsi servir de couverture à des publications peu scientifiques, voire à de parfaits charlatans, et « on voit ainsi fleurir, pour ainsi dire mécaniquement, une quantité invraisemblable de spécialistes auto-proclamés sur ces thèmes, exactement comme si ceux-ci agissaient comme des attracteurs à bullshit ». La notion très intimidante de « neuroscience » est ainsi brandie dans les médias par toutes sortes d'imposteurs et de gourous en mal de respectabilité. l'exemple le plus typique en France en a été l'éphémère gloire du mystificateur Idriss Aberkane, auteur du best-seller Libérez votre cerveau en 2016. Les neurosciences sont ainsi devenues, notamment en dehors de la recherche fondamentale en neurologie, « le nouvel eldorado des coachs en bullshit ».

## Prix Nobel
Plusieurs personnalités scientifiques œuvrant dans le domaine des neurosciences ont été récompensées du prix Nobel de physiologie ou médecine :
| Année | Lauréat(s)                                                      | Nationalité                            | Travaux récompensés |
| ----- | --------------------------------------------------------------- | -------------------------------------- | --- |
| 1904  | Ivan Petrovich Pavlov                                           | Russie                                 | en reconnaissance de son travail sur la physiologie digestive, grâce auquel la connaissance sur les aspects vitaux du sujet a été transformée et élargie. |
| 1906  | Camillo Golgi et Santiago Ramón y Cajal                         | Italie Espagne                         | en reconnaissance de leurs travaux sur la structure du système nerveux. |
| 1914  | Robert Bárány                                                   | Autriche-Hongrie                       | pour son travail sur la physiologie et la pathologie de l'appareil vestibulaire. |
| 1932  | Sir Charles Scott Sherrington et Edgar Douglas Adrian           | Royaume-Uni                            | pour leurs découvertes sur les fonctions des neurones. |
| 1936  | Sir Henry Hallett Dale Otto Loewi                               | Royaume-Uni Allemagne                  | pour leurs découvertes relatives à la transmission chimique des signaux nerveux. |
| 1944  | Joseph Erlanger, Herbert Spencer Gasser                         | États-Unis                             | pour leurs découvertes sur les fonctions hautement différenciées d'une fibre nerveuse isolée. |
| 1949  | Walter Rudolf Hess António Caetano de Abreu Freire Egas Moniz   | Suisse Portugal                        | sa découverte de l'organisation fonctionnelle du mésencéphale comme coordinateur des activités des organes internes. pour sa découverte de la valeur thérapeutique de la lobotomie dans certaines psychoses. |
| 1963  | Sir John Carew Eccles Alan Lloyd Hodgkin Andrew Fielding Huxley | Australie Royaume-Uni                  | pour leurs découvertes concernant les mécanismes ioniques impliqués dans l'excitation et l'inhibition de les portions périphérique et centrale de la membrane cellulaire des nerfs. |
| 1967  | Ragnar Granit Haldan Keffer Hartline George Wald                | Suède États-Unis                       | pour leurs découvertes concernant la physiologie primaire et les processus chimiques visuels dans l'œil. |
| 1970  | Sir Bernard Katz Ulf von Euler Julius Axelrod                   | Royaume-Uni Suède États-Unis           | pour « leurs découvertes concernant les transmetteurs humoraux dans les terminaisons nerveuses et les mécanismes de leur stockage, relargage et inactivation ». |
| 1971  | Earl W. Sutherland, Jr.                                         | États-Unis                             | pour « ses découvertes les mécanismes d'action des hormones ». |
| 1972  | Gerald M. Edelman Rodney R. Porter                              | États-Unis Royaume-Uni                 | pour « leurs découvertes concernant la structure chimique des anticorps ». |
| 1973  | Karl von Frisch Konrad Lorenz Nikolaas Tinbergen                | Autriche Pays-Bas                      | pour « leurs découvertes concernant l'organisation et l'incitation des comportements individuels et sociaux ». |
| 1977  | Roger Guillemin et Andrzej Wiktor Schally Rosalyn Yalow         | France Pologne États-Unis              | pour « leurs découvertes concernant la production d'hormones peptidiques dans le cerveau » pour « le développement des radio-immuno assays des hormones peptidiques ». |
| 1979  | Allan MacLeod Cormack Godfrey Newbold Hounsfield                | États-Unis, Afrique du Sud Royaume-Uni | pour « le développement de tomographie ». |
| 1981  | Roger Sperry David Hubel Torsten Wiesel                         | États-Unis , Canada Suède              | pour « ses découvertes concernant la répartition fonctionnel des hémisphères cérébraux. » pour « leurs découvertes concernant l'analyse des informations dans le système visuel. » |
| 1987  | Susumu Tonegawa                                                 | Japon                                  | pour « sa découverte du principe génétique de la génération de la diversité des anticorps. » |
| 1991  | Erwin Neher Bert Sakmann                                        | Allemagne                              | pour « leur découverte des fonctions des canaux ioniques isolés dans les cellules. » |
| 2000  | Arvid Carlsson Paul Greengard Eric R. Kandel                    | Suède États-Unis , Autriche            | pour « avoir prouvé que la dopamine est le neurotransmetteur dont la déplétion provoque les symptômes de la maladie de Parkinson ». pour « avoir montré comment les neurotransmetteurs agissent sur les cellules et peuvent activer une molécule importante connu sous le nom DARPP-32 ». pour « avoir décrit les bases moléculaires de la mémoire à court terme et à long terme ». |
| 2003  | Paul C. Lauterbur Sir Peter Mansfield                           | États-Unis Royaume-Uni                 | pour « leurs découvertes concernant l'imagerie par résonance magnétique ». |
| 2004  | Richard Axel Linda B. Buck                                      | États-Unis                             | pour « leurs découvertes des récepteurs olfactifs et de l'organisation du système olfactif ». |
| 2014  | John O'Keefe May-Britt Moser Edvard Moser                       | Royaume-Uni, États-Unis Norvège        | pour « leurs découvertes de cellules qui permettent au cerveau de se positionner dans l'espace ». |
| 2021  | Ardem Patapoutian David Julius                                  | Liban, États-Unis                      | pour " la découverte de récepteurs de la température et du toucher" |